# Аз знам, че нищо не знам
Аз знам, че нищо не знам (на старогръцки: ἓν οἶδα ὅτι οὐδὲν οἶδα; на латински: scio me nihil scire или scio me nescire) е крилата фраза, приписвана на древногръцкия философ Сократ (според Платон - виж и линията на Платон). 
Някои приписват мисълта на Демокрит. Тя има много перифрази. В течение на времето се превръща в популярна поговорка, извлечена от разказите на Платон за Сократ. Тази поговорка е също така свързана със съвременния Питийски отговор „Сократ“ на въпроса „Кой е най-мъдрият човек в Гърция?“.

## При Платон
В „Апология“, Платон разказва, че:
[...] Οὖτος μὲν οἴεταί τι εἰδέναι οὐκ εἰδώς, ἐγὼ δέ, ὥσπερ οὖν οὐκ οἶδα, οὐδὲ οἴμαι
- Този човек, от една страна вярва, че знае нещо, но не знае (всичко). От друга страна аз – също толкова невеж, не вярвам, (че знам нещо).
За уточнение, фразата „Знам, че нищо не знам“, произтича от факта, че авторът не казва, че не знае нищо, а има предвид, че никой не може да знае нещо с абсолютна сигурност, но може да се чувства уверен за някои неща.
Черефон, приятел на Сократ пита Пития, Делфийски оракул:
„Има ли някой по-мъдър от Сократ?“. И отговорът е бил: „Никой човек не е по-мъдър от него.“.
Сократ се опитал да намери някой, който да е по-мъдър от него, тъй като той отричал всякакви познания измежду политици, поети и занаятчии. Оказва се, че политиците претендирали за мъдрост без знания; поетите можели да се докоснат до хората чрез своите думи, но без да знаят значението им; а занаятчиите претендирали за познания само в специфични и тясно свързани области. За тълкуването на отговора на Оракула, може да се съди по информираността на Сократ за собственото му невежество.
Сократ се занимава с тази фраза и в диалога „Мено“ на Платон, когато казва:
καὶ νῦν περὶ ἀρετῆς ὃ ἔστιν ἐγὼ μὲν οὐκ οἶδα, σὺ μέντοι ἴσως πρότερον μὲν ᾔδησθα πρὶν ἐμοῦ ἅψασθαι, νῦν μέντοι ὅμοιος εἶ οὐκ εἰδότι.
— И така, аз не знам какво е добродетел, но може би вие сте знаели преди да се свържете с мен, но сега със сигурност сте някой, който не знае.
Тук Сократ се стреми към промяна на становището на Мено, който е твърдо убеден в собственото си мнение и чийто претенции за знанията на Сократ са опровергани. Това по същество е въпросът, който води началото на предсократическата западна философия.